# Otto Linnekogel
Otto Linnekogel (* 19. Mai 1897 in München; † 8. Juli 1981) war ein deutscher Künstler (Grafiker, Illustrator), Filmregisseur und Drehbuchautor.

## Leben und Wirken

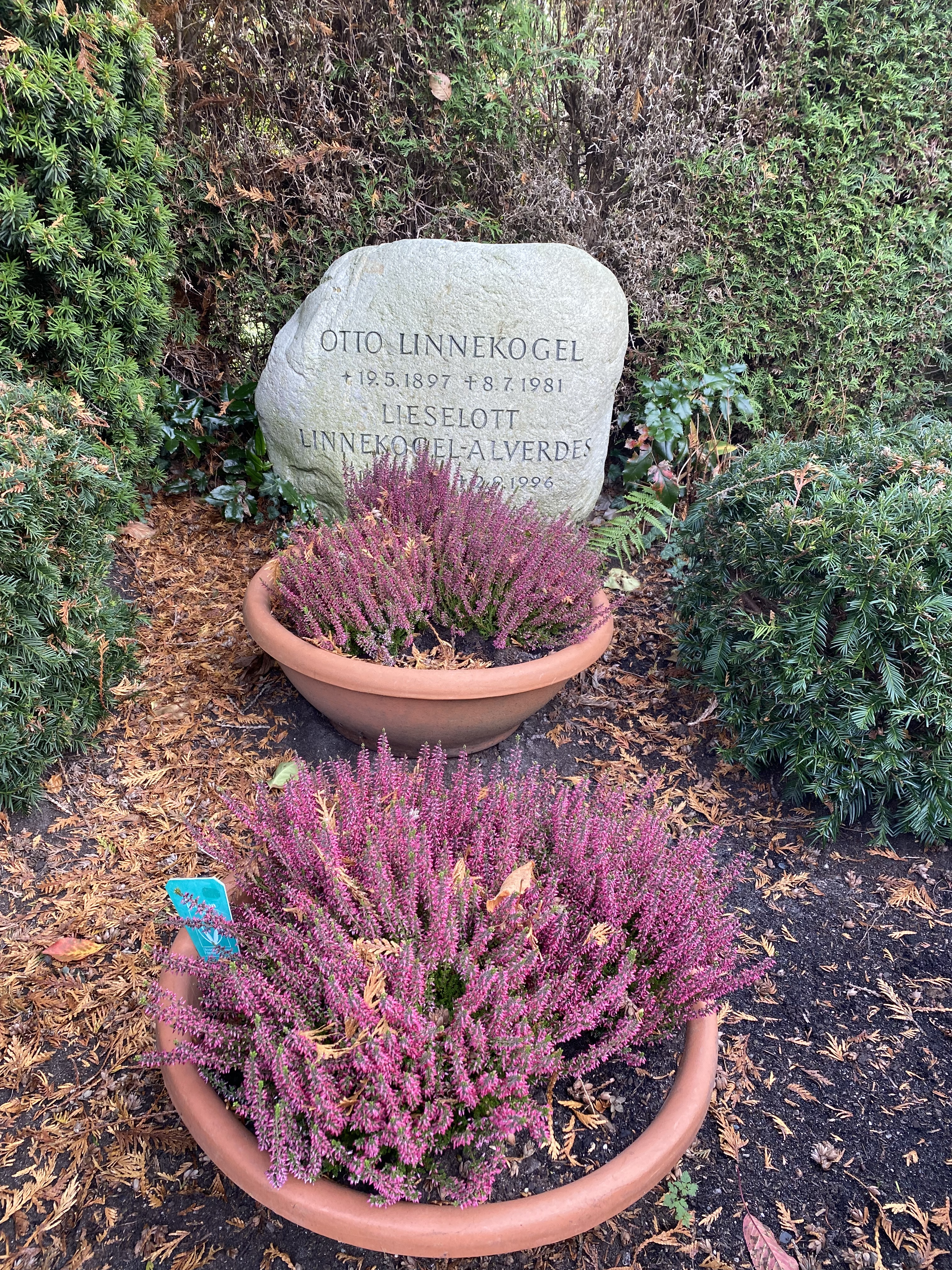
Grabstätte

Linnekogel hatte gleich nach dem Ersten Weltkrieg künstlerisch zu arbeiten begonnen und zahlreiche Grafiken (Zeichnungen) hergestellt, die mitunter stark vom Grauen des Krieges, aber auch von den phantastischen Welten des filmischen Expressionismus geprägt waren. Er veröffentlichte häufig in den Fliegenden Blättern, im Uhu  und in Der Orchideengarten. Nahezu zeitgleich (ab 1920) begann Linnekogel in sehr unregelmäßigen Abständen, für den Film zu arbeiten, anfangs (noch zu Stummfilmzeiten) in München, später auch in Berlin.
Vor allem in den Jahren 1937 bis 1940 trat Linnekogel als Drehbuchautor zumeist dramatischer Stoffe in Erscheinung, 1938/39 und 1940 führte er auch Filmregie: Bei Ich verweigere die Aussage mit Olga Tschechowa und Albrecht Schoenhals handelte es sich um eine Mischung aus Kriminal-, Gesellschafts- und Gerichtsfilm, Herz ohne Heimat mit Anneliese Uhlig und erneut Schoenhals wiederum war eine in so genannten „besseren Kreisen“ spielende Liebesgeschichte. Nach dem Zweiten Weltkrieg kehrte Otto Linnekogel nur noch einmal zum Film zurück, als er 1953 an mediterranen Gestaden (Neapel, Capri, Ischia, Korsika) und in seiner Wahlheimat Hamburg, wo er nach 1945 lebte, das belanglose Reiselustspiel Unter den Sternen von Capri nach eigenem (und Gregor von Rezzoris) Drehbuch inszenierte.
Otto Linnekogel verstarb im Alter von 84 Jahren und wurde auf dem Hamburger Friedhof Groß Flottbek beigesetzt.

## Druckgrafik
- Jesus Christus in Flandern (vier Lithografien nach Honore de Balzacs Novelle; im Original ganzseitig veröffentlicht in der Vorzugs-Buchausgabe des Verlags Dioskuren, München, 1923; Auflage 300)

## Filmografie
- 1921: Märchenwald (Kurzfilm, Regie)
- 1922: Oberst Rokscharin (Regie)
- 1922: Die Talfahrt des Severin Hoyer (Regie)
- 1936: Karneval (Kurzfilm, Co-Drehbuch)
- 1936: Der Taschenspieler (Kurzfilm, Regie)
- 1937: Die gelbe Flagge (Co-Drehbuch)
- 1937: Unter Ausschluß der Öffentlichkeit  (Co-Drehbuch)
- 1938: Maja zwischen zwei Ehen (Co-Drehbuch)
- 1939: Ich verweigere die Aussage (Co-Drehbuch, Regie)
- 1940: Herz ohne Heimat (Co-Drehbuch, Regie)
- 1953: Unter den Sternen von Capri (Co-Drehbuch, Regie)